# ماهش بوپاتی
 ماهش بوپاتی (انگلیسی: Mahesh Bhupathi؛ زاده ۷ ژوئن ۱۹۷۴) یک تنیس‌باز اهل هند است.